# Hiroshi Takeyasu
Hiroshi Takeyasu (竹安弘 Takeyasu Hiroshi?) es uno de los primeros artistas de Bemani, el cual trabajó en el primer videojuego de la misma conocido como beatmania, junto con Reo Nagumo y Tomomi Ohta. Él fue un gran contribuidor de las series de pop'n music y fue el director de sonido en sus cuatro primeros juegos. Dejó de ser parte del equipo de pop'n music en 2001 para trabajar como productor en DDRMAX2 y DanceDanceRevolution EXTREME. Poco después regresó al equipo en 2003, donde permaneció hasta su eventual salida de ambas series por completo.
Antes de trabajar en beatmania, Hiroshi compuso música para algunos videojuegos arcade y también para algunas entregas dirigidas a Nintendo Entertainment System. Su trabajo databa para ese entonces a mediados de los 80's.
Hiroshi dejó de contribuir música para BEMANI después de pop'n music 15 ADVENTURE, Aunque continuó trabajando en álbumes de BEMANI como director de A & R hasta 2012.

## Música principal
La siguiente lista muestra las canciones que fueron creadas por el mismo autor y también con los artistas que trabajó para su elaboración:

### beatmania
- beatmania
  - 2 gorgeous 4U
  - greed eater
  - LOVE SO GROOVY (7inch version)
  - LOVE SO GROOVY (12inch version)
  - OVERDOSER (romo mix)

- beatmania 2ndMIX
  - Ska a gogo

- beatmania THE FINAL
  - perfect sunrise

### beatmania IIDX
- beatmania IIDX
  - Prince on a star

- beatmania IIDX beatmania IIDX 6th style
  - Silhoette of My Mind

- beatmania IIDX beatmania IIDX 7th style
  - Let the Snow Paint Me

### ee'MALL
- Moonlight Prayer

### KEYBOARDMANIA
- KEYBOARDMANIA
  - CRISIS OF LOVE

- KEYBOARDMANIA 2ndMIX
  - SNOW AFTERNOON

### pop'n music
- pop'n music
  - what i want
  -  すれちがう二人

- pop'n music 2
  - The theme of GAMBLER Z
  - Cherry & Raquel
  - what i want (EURO MIX)

- pop'n music 3
  - Take me to...
  - 8月のサヨナラ

- pop'n music 4
  - Girls Riot
  - Nanja-Nai

- pop'n music 5
  - une fille dans la pluie
  - une fille dans la pluie (日本語版)

- pop'n music 7
  - GET THE CHANCE!
  - Passacaglia

- pop'n music 8
  - une lettle de mon copain
  - タッチ

- pop'n music 9
  - une fille dans la pluie
  - 光の季節

- pop'n music 10
  - 想い出の巴里祭

- pop'n music 11
  - サンクトペテルブルクへ

- pop'n music 12
  - 1クールの男

- pop'n music 15
  - Prince on a Star